# 김보리
김새빛(본명: 김새빛 1977년 10월 18일 ~ )는 대한민국의 배우, 겸 가수이다.

## 학력
- 인덕대학교 사무자동학과

## 경력
- 2008년 그룹 '올리브' 멤버

## 드라마
- 2017년 JTBC 《더 패키지》 - 특별출연
- 2017년 KBS2 《고백부부》 - 특별출연
- 2016년 KBS2 《마음의 소리》 - 특별출연
- 2015년 TV CHOSUN 《여섯번째 국가대표》 - 아만다 우 역
- 2014년 MBC 《운명처럼 널 사랑해》 - 캔디샵 직원 역
- 2011년 ~ 2012년 OCN 《특수사건 전담반 TEN》 - 아웃도어 매장직원 역
- 2011년 SBS 《내게 거짓말을 해봐》 - 미용사 역
- 2011년 MBC 《반짝반짝 빛나는》 - 짬뽕집 직원 역
- 2010년 MBC 《동이》 - 몸종 역
- 2010년 SBS 《산부인과》 - 2월 24일에 재왕절개 해달라는 임산부 역
- 2009년 MBC 《트리플》 - 특별출연
- 2008년 SBS 《온에어》 - 특별출연
- 2007년 SBS 《조강지처 클럽》 - 특별출연
- 2007년 MBC 《김치 치즈 스마일》 - 특별출연
- 2006년 KBS2 《아줌마가 간다》 - 특별출연
- 2006년 MBC 《거침없이 하이킥》 - 특별출연
- 2006년 SBS 《사랑하고 싶다》 - 특별출연
- 2005년 SBS 《프라하의 연인》 - 특별출연
- 2004년 KBS2 《올드미스 다이어리》 - 특별출연
- 2004년 MBC 《논스톱 5》 - 특별출연
- 2003년 MBC 《압구정 종갓집》 - 특별출연
- 2003년 SBS 《때려》 - 특별출연
- 2003년 MBC 《논스톱 4》 - 특별출연